# 根塞克拉根山
47°5′24″N 11°2′22″E / 47.09000°N 11.03944°E

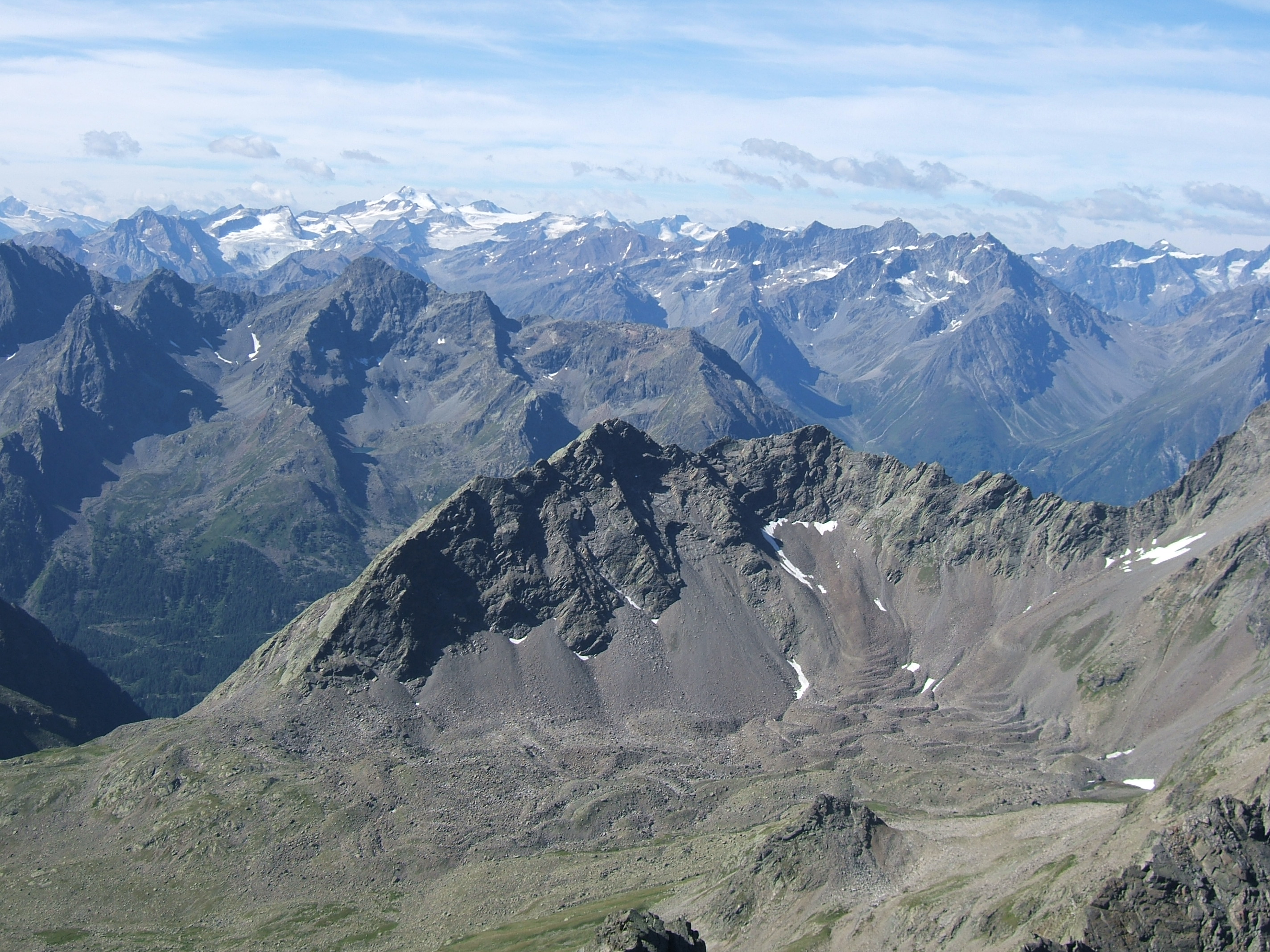

根塞克拉根山（德語：Gänsekragen），是奧地利的山峰，位於該國西部，由蒂羅爾州負責管轄，屬於斯圖拜阿爾卑斯山脈的一部分，距離布賴特格里斯科格爾山0.9公里，海拔高度2,914米，每年平均降雨量1,666毫米。